# Плезантвілл (Айова)
Плезантвілл (англ. Pleasantville) — місто (англ. city) в США, в окрузі Меріон штату Айова. Населення — 1676 осіб (2020).

## Географія
Плезантвілл розташований за координатами 41°23′10″ пн. ш. 93°16′22″ зх. д. / 41.38611° пн. ш. 93.27278° зх. д. (41.386121, -93.272689).  За даними Бюро перепису населення США в 2010 році місто мало площу 6,58 км², з яких 6,56 км² — суходіл та 0,02 км² — водойми.

## Демографія
Згідно з переписом 2010 року, у місті мешкали 1694 особи в 674 домогосподарствах у складі 426 родин. Густота населення становила 258 осіб/км².  Було 719 помешкань (109/км²).
Расовий склад населення:
| - 97,8 % — білих - 0,7 % — азіатів - 0,3 % — чорних або афроамериканців - 0,1 % — корінних американців |

До двох чи більше рас належало 0,8 %. Частка іспаномовних становила 1,7 % від усіх жителів.
За віковим діапазоном населення розподілялося таким чином: 27,7 % — особи молодші 18 років, 56,7 % — особи у віці 18—64 років, 15,6 % — особи у віці 65 років та старші. Медіана віку мешканця становила 36,0 року. На 100 осіб жіночої статі у місті припадало 97,2 чоловіків;  на 100 жінок у віці від 18 років та старших — 88,2 чоловіків також старших 18 років.
Середній дохід на одне домашнє господарство  становив 59 659 доларів США (медіана — 48 100), а середній дохід на одну сім'ю — 72 474 долари (медіана — 64 500). За межею бідності перебувало 11,8 % осіб, у тому числі 18,8 % дітей у віці до 18 років та 7,7 % осіб у віці 65 років та старших.
Цивільне працевлаштоване населення становило 914 особи. Основні галузі зайнятості: освіта, охорона здоров'я та соціальна допомога — 30,0 %, виробництво — 13,5 %, фінанси, страхування та нерухомість — 10,4 %, будівництво — 8,6 %.